# Бучено
Бучено — деревня деревня в Торопецком районе Тверской области России. Входит в состав Плоскошского сельского поселения.

## География
Деревня расположена в северо-западной части района, находится на реке Ока. Расстояние до посёлка Плоскошь составляет 23 км. Ближайший населённый пункт — деревня Коварное.
Климат
Деревня, как и весь район, относится к умеренному поясу северного полушария и находится в области переходного климата от океанического к материковому. Лето с температурным режимом +15…+20 °С (днём +20…+25 °С), зима умеренно-морозная −10…-15 °С; при вторжении арктического воздуха до −30…-40 °С.
Среднегодовая скорость ветра 3,5-4,2 метра в секунду.

## История
До 2005 года деревня входила в состав ныне упраздненного Пестряковского сельского округа.

## Население
| 2010 |
| ---- |
| 11   |

Население по переписи 2002 года — 16 человек.
Национальный состав
Согласно результатам переписи 2002 года, в национальной структуре населения русские составляли 100 % от жителей.